# Demonax leucophaeus
Demonax leucophaeus är en skalbaggsart som beskrevs av Holzschuh 1993. Demonax leucophaeus ingår i släktet Demonax och familjen långhorningar. Inga underarter finns listade i Catalogue of Life.